# 江木理一
江木 理一（えぎ りいち、1890年 〈明治23年〉4月10日 - 1970年〈昭和45年〉2月16日）は日本の軍人、NHKアナウンサー。
ラジオ体操の初代担当アナウンサーとして知られている。

## 人物・エピソード
福島県棚倉町出身。陸軍戸山学校卒。専門は軍楽で、フルート奏者だった。母校・陸軍戸山学校軍楽隊の三等楽長（少尉相当）だった1928年、昭和天皇御大典記念事業の新番組として『ラジオ体操』が企画されると、指導者として声が良く体育にも明るい人物が求められ、江木が陸軍戸山学校長の推薦により抜擢された。社団法人日本放送協会（NHK）東京中央放送局（JOAK）に嘱託として迎えられ、当初は年間2千円（当時の貨幣価値で1千万円以上に相当）という好待遇で契約を結んだ。同期に橘内英次（旧姓・石母田）、薄田太郎、津島定一、三原登美（旧姓・河村）。
放送は1928年11月1日に開始され、ピアノ伴奏者は丹生健夫が務めた。第1回放送時、江木はサーベルを下げた軍服姿で放送局に現れ、「気をつけ! ただ今からラジオ体操を始めます」という号令調の第一声をかけ、不評を買った。翌日からの江木は態度を改め、体操着姿でスタジオに入り、「皆さん、おはようございます」とにこやかに語りかけるように調子を変えた。やがて定着した「全国の皆さーん、おはようございます。さあ、きょうも元気で、体操を始めていただきましょう」という独特の口調の号令は、国民に大人気となった。その「『日本全国、海外の皆々様……みんな一緒に……』」といった優しい呼びかけや無邪気さが人々の心を掴み、「一体どんな顔をしている男だろうと会ってみたくもなった」と言われるほどであった。日々の簡単な言葉にも苦心していた様子がうかがえるが、それもまた「馬鹿に無邪気でよろしい」と好意的に受け止められ、機械的でない人間味（「肉の味」）が人々を惹きつけたと評されている。体操自体の魅力に加え、江木の「明朗性」が揚声器を通じて電波に乗ったことが、大衆の心を掴んだ大きな要因であったと評されている。
号令をかけるだけでなく、実際にマイクの前で体操をしていた。体操着姿がトレードマークだったが、一時期「照宮成子内親王もラジオ体操に御執心なり」と聞きおよび、燕尾服に蝶ネクタイの正装で放送に臨んだことがあった。
江木は毎日必ず4時30分に起床し、5時ちょうどに牛込区南山伏町の自宅を出て、始発の都電でNHKに出勤した。一度40度の高熱を押して出勤したことがあり、本番直前までスタジオで横になり、無事に本番を終えると、その場で倒れた。
1936年2月26日早朝の二・二六事件の発生時、愛宕山にあった放送局に出勤する江木の行く手を、決起部隊の兵士がさえぎった。江木が一言「ラジオ体操をやりに行くんだ」とだけ告げたところ、道が開けたとの逸話がある。
1939年4月末の引退まで約10年間、無欠勤で担当した。ラジオ体操開始満10年を迎えた昭和13年には、その貢献は「十年一日の如し」と称えられ、十年余にわたる精励の功績は大きいと評された。番組引退後は、長年にわたり、全国各地に巡回ラジオ体操に出かけ、ラジオ体操の普及につとめた。
1943年の東京都議会議員選挙に中野区から立候補して当選した。1947年の第1回参議院議員通常選挙に全国区から立候補したが落選した。
1953年、ライオン株式会社が「はみがき体操」のレコードを改訂した際、号令と指揮の役で出演している。<https://www.lion.co.jp/ja/company/history/museum/04/02.php>